# Paul Tichelaar
Paul Tichelaar (Edmonton, 13 de noviembre de 1982) es un deportista canadiense que compitió en triatlón.
Ganó una medalla de bronce en el Campeonato Mundial por Relevos de 2006 y una medalla de oro en el Campeonato Panamericano de Triatlón de 2006.

## Palmarés internacional
| Campeonato Mundial por Relevos | Campeonato Mundial por Relevos | Campeonato Mundial por Relevos | Campeonato Mundial por Relevos |
| Año                            | Lugar                          | Medalla                        | Prueba                         |
| ------------------------------ | ------------------------------ | ------------------------------ | ------------------------------ |
| 2006                           | Cancún (México)                | Medalla de bronce              | Relevos                        |
| Campeonato Panamericano        |                                |                                |                                |
| Año                            | Lugar                          | Medalla                        | Prueba                         |
| 2006                           | Brasilia (Brasil)              | Medalla de oro                 | Individual                     |